# Église de l'Immaculée-Conception de Semond
L'église de l'Immaculée-Conception est une église catholique située à  Semond en Côte-d'Or dont la construction remonte essentiellement au XIIIe siècle.

## Localisation
L’église de l'Immaculée-Conception est située au centre du village de  Semond.

## Historique
Construite au XIIIe siècle, l'église de l'Immaculée-Conception était la chapelle d'une ancienne dépendance de l’abbaye de Quincy (répertorié IGPC 1990). Elle a été restaurée en 1820.

## Description
Approximativement orientée et bâtie en pierre de taille et moellons, l’église est un bâtiment à nef unique voûtée en berceau de plan allongé. Le toit à longs pans est couvert de tuiles mécaniques.

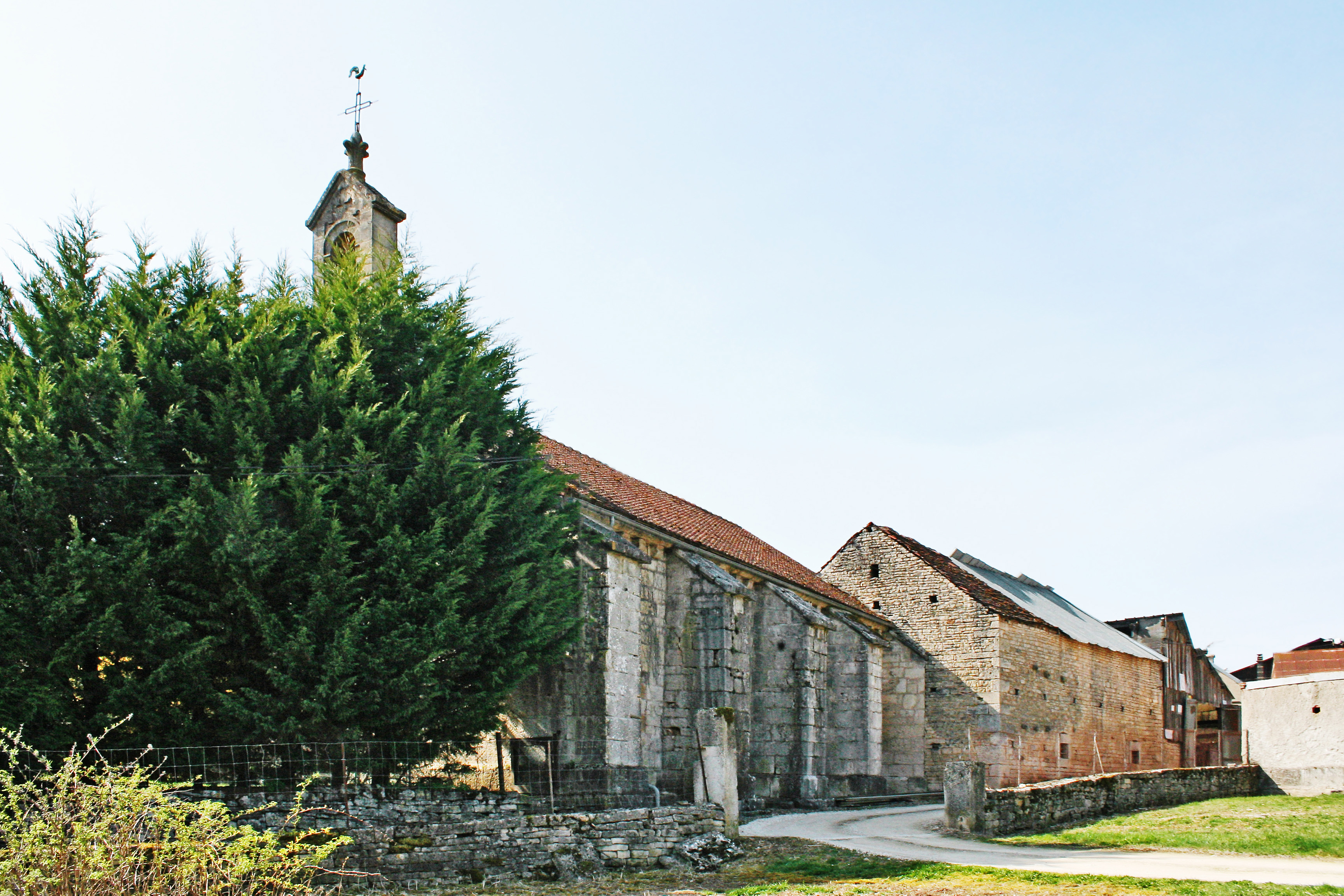
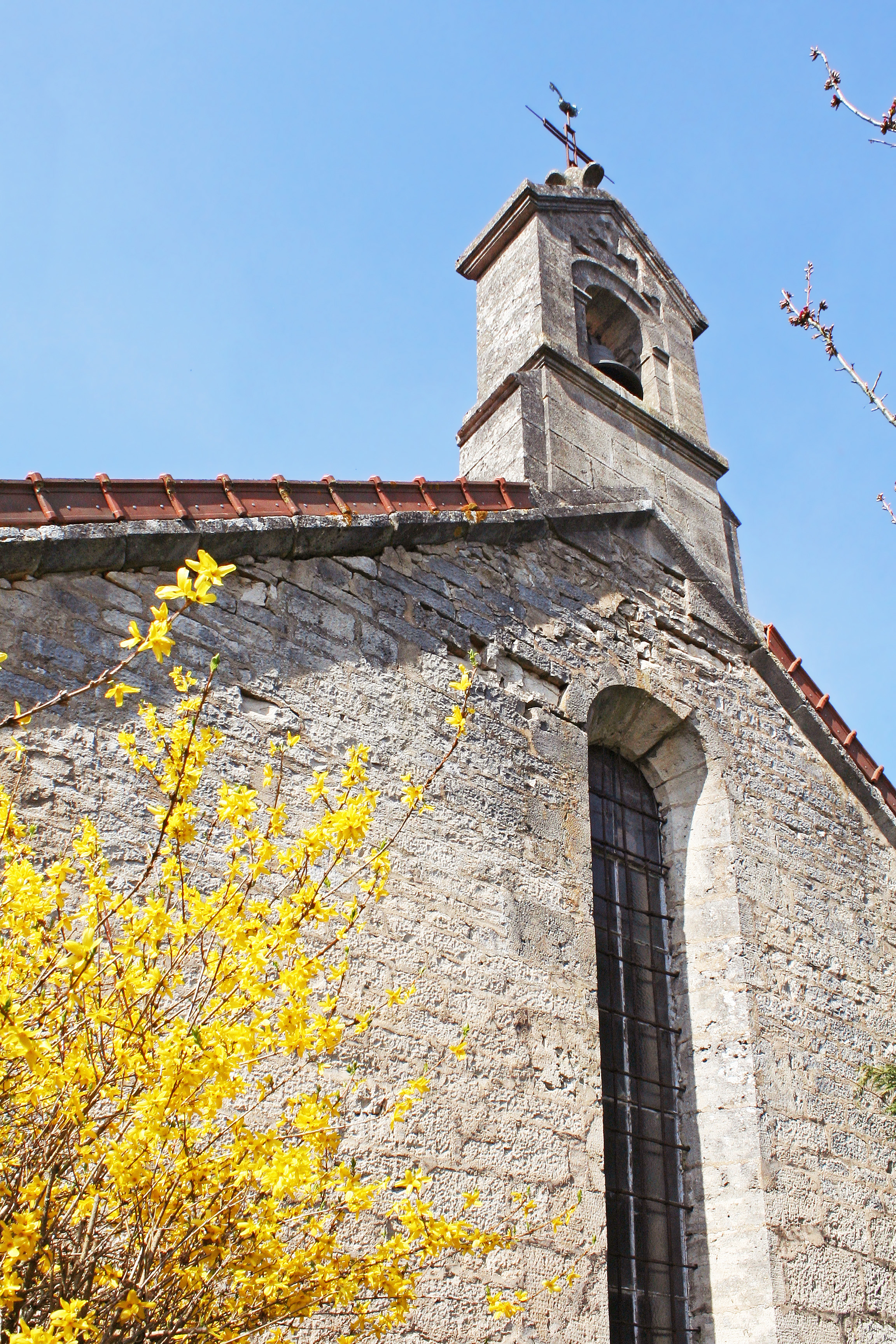
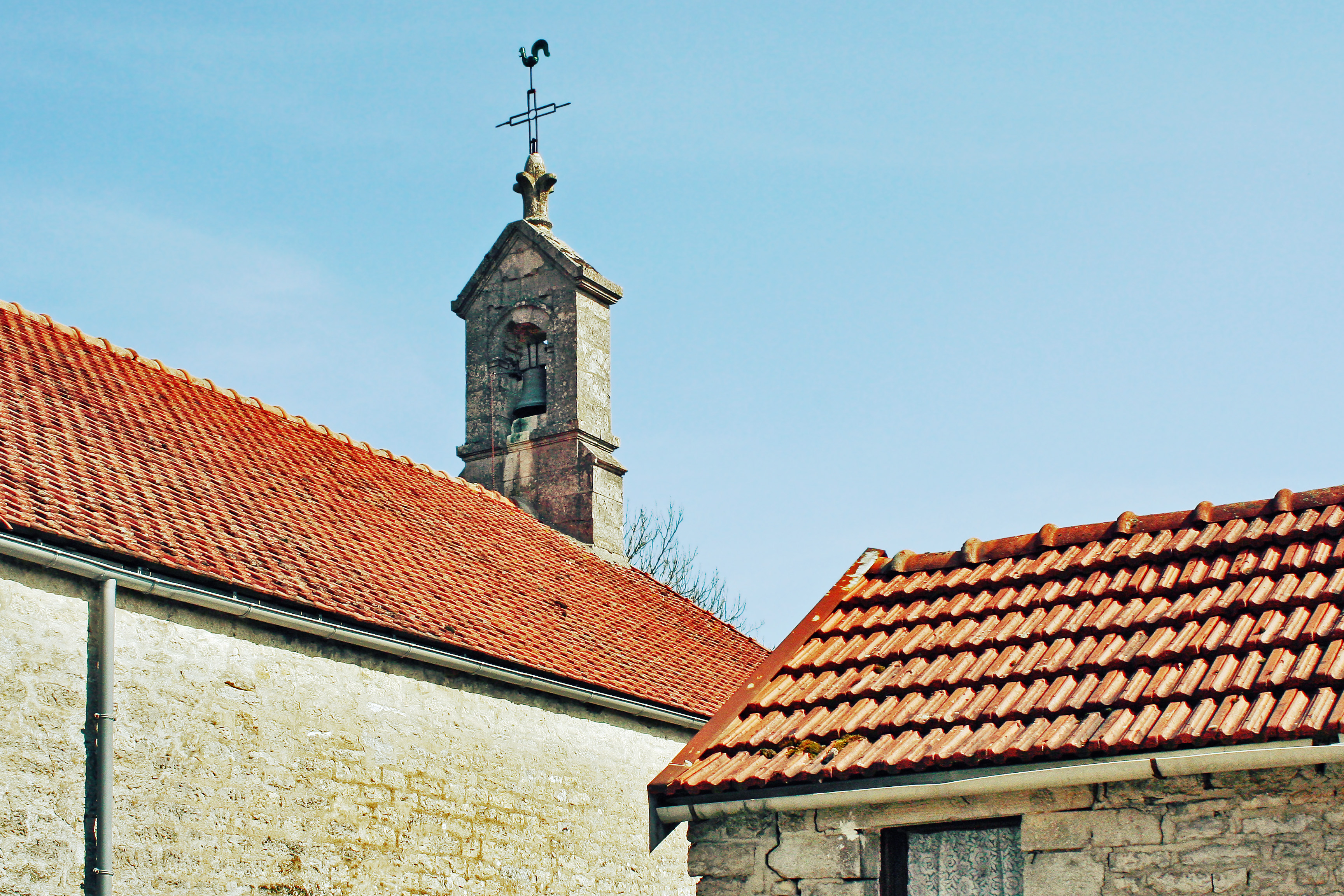

Un simple clocheton avec cloche apparente orne l'arrête du pignon ouest percé d'une fenêtre longue et étroite.

## Mobilier
L’église renferme une statuaire  XVIe siècle et XVIIe siècle recensées à l’IGPC : Éducation de la Vierge,  saint Roch XVII, saint Antoine de Padoue.